# Entoria gracilis
Entoria gracilis är en insektsart som beskrevs av Wen-Xuan Bi 1993. Entoria gracilis ingår i släktet Entoria och familjen Phasmatidae. Inga underarter finns listade i Catalogue of Life.